# Kerschenbach (Eifel)

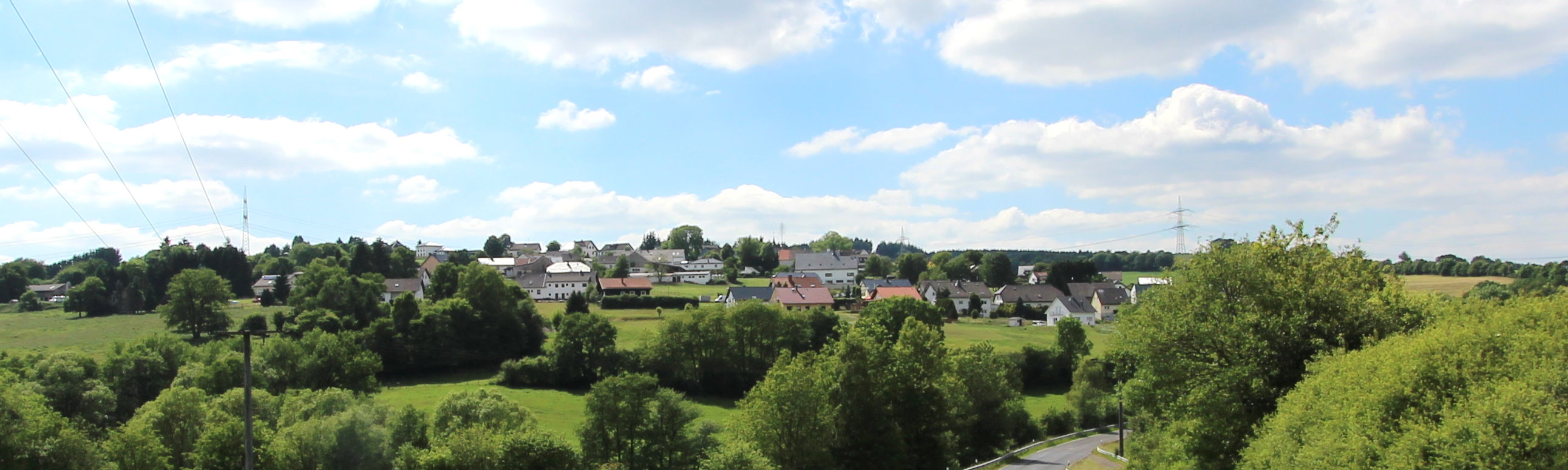
Kerschenbach 2017

Kerschenbach ist eine Ortsgemeinde im Landkreis Vulkaneifel in Rheinland-Pfalz. Sie gehört der Verbandsgemeinde Gerolstein an.

## Geschichte
Der Ort wurde erstmals zu Anfang des 14. Jahrhunderts als Teil der Herrschaft Kronenburg urkundlich genannt. Ab der Mitte des 14. Jahrhunderts gehörte Kerschenbach zum Hof Stadtkyll und somit zum dortigen Gericht in der Grafschaft Gerolstein. Kirchlich gehörte Kerschenbach gleichfalls bis zum 18. Jahrhundert zur Pfarrei Kronenburg. Um 1790 kam Kerschenbach zur Pfarrei Stadtkyll.
Im Rahmen der rheinland-pfälzischen Funktional- und Gebietsreform wurde Kerschenbach zusammen mit 14 weiteren Gemeinden am 7. November 1970 vom gleichzeitig aufgelösten Landkreis Prüm in den Landkreis Daun (seit 2007 Landkreis Vulkaneifel) umgegliedert.
Bevölkerungsentwicklung
Die Entwicklung der Einwohnerzahl von Kerschenbach, die Werte von 1871 bis 1987 beruhen auf Volkszählungen:
| Jahr | Einwohner |
| ---- | --------- |
| 1815 | 72        |
| 1835 | 92        |
| 1871 | 122       |
| 1905 | 127       |
| 1939 | 137       |
| 1950 | 123       |

| Jahr | Einwohner |
| ---- | --------- |
| 1961 | 120       |
| 1970 | 124       |
| 1987 | 129       |
| 1997 | 193       |
| 2005 | 184       |
| 2017 | 200       |

## Politik

### Gemeinderat
Der Gemeinderat in Kerschenbach besteht aus sechs Ratsmitgliedern, die bei der Kommunalwahl am 9. Juni 2024 in einer Mehrheitswahl gewählt wurden, und dem ehrenamtlichen Ortsbürgermeister als Vorsitzendem.

### Bürgermeister
Walter Schneider wurde 1989 Ortsbürgermeister von Kerschenbach. Bei der Direktwahl am 26. Mai 2019 wurde er mit einem Stimmenanteil von 64,36 % in seinem Amt bestätigt. Da bei der Direktwahl am 9. Juni 2024 kein Wahlvorschlag eingereicht wurde, oblag die Neuwahl des Bürgermeisters gemäß rheinland-pfälzischer Gemeindeordnung dem Rat. In seiner konstituierenden Sitzung am 9. Juli 2024 bestätigte er Walter Schneider für weitere fünf Jahre in seinem Amt.

## Wappen

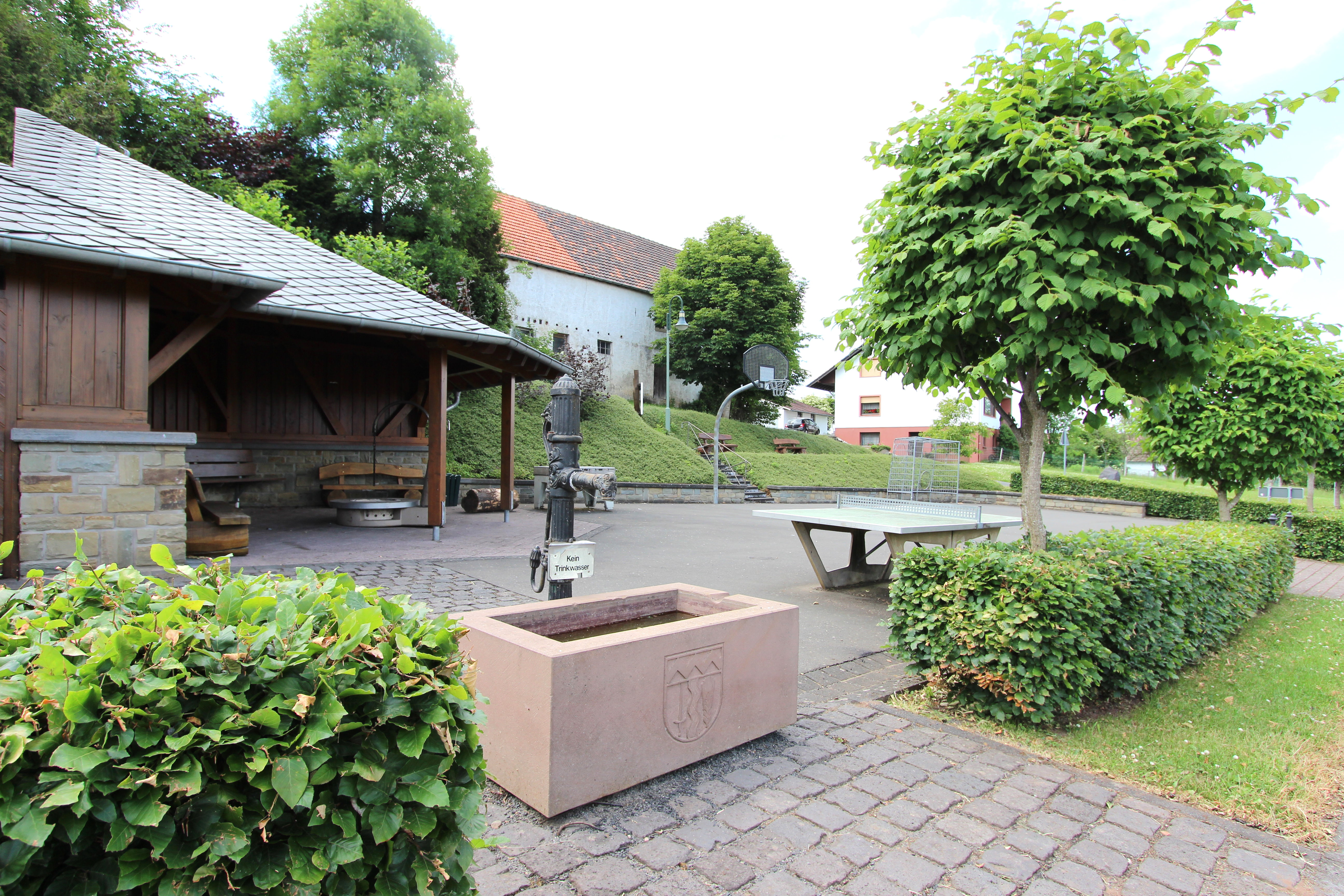
Dorfplatz mit Brunnen

| Wappen von Kerschenbach | Blasonierung: „Unter goldenem Schildhaupt, darin ein roter Zickzackbalken, in Rot durch silberne Wellenleiste gespalten, vorne ein aufgerichtetes goldenes Schwert, hinten eine goldene Ähre.“ |
| Wappen von Kerschenbach | Wappenbegründung: Der rote Zickzackbalken auf goldenem Grund im Schildhaupt weist auf die frühere Zugehörigkeit des Ortes zur Grafschaft Gerolstein hin. Die Manderscheid-Gerolsteiner Grafen führten den roten Zickzackbalken auf Gold in ihrem Wappen. Die silberne Wellenleiste, die das Wappen spaltet, deutet auf den Kerschenbach hin, der dem Ort den Namen gegeben hat. Das goldene Schwert steht für die Heilige Luzia, die durch das Schwert als Märtyrerin für ihren Glauben starb und Patronin des Ortes und der Kapelle in Kerschenbach ist. Gleichzeitig weist das Schwert aber auch auf das mittelalterliche Hochgericht in Kerschenbach hin, an das noch die Flurbezeichnung „Am Gericht“ erinnert. Die goldene Ähre symbolisiert den ländlichen Charakter der Gemeinde und die Landwirtschaft als Erwerbsgrundlage über viele Jahrhunderte für die Menschen von Kerschenbach. |

## Kultur und Sehenswürdigkeiten

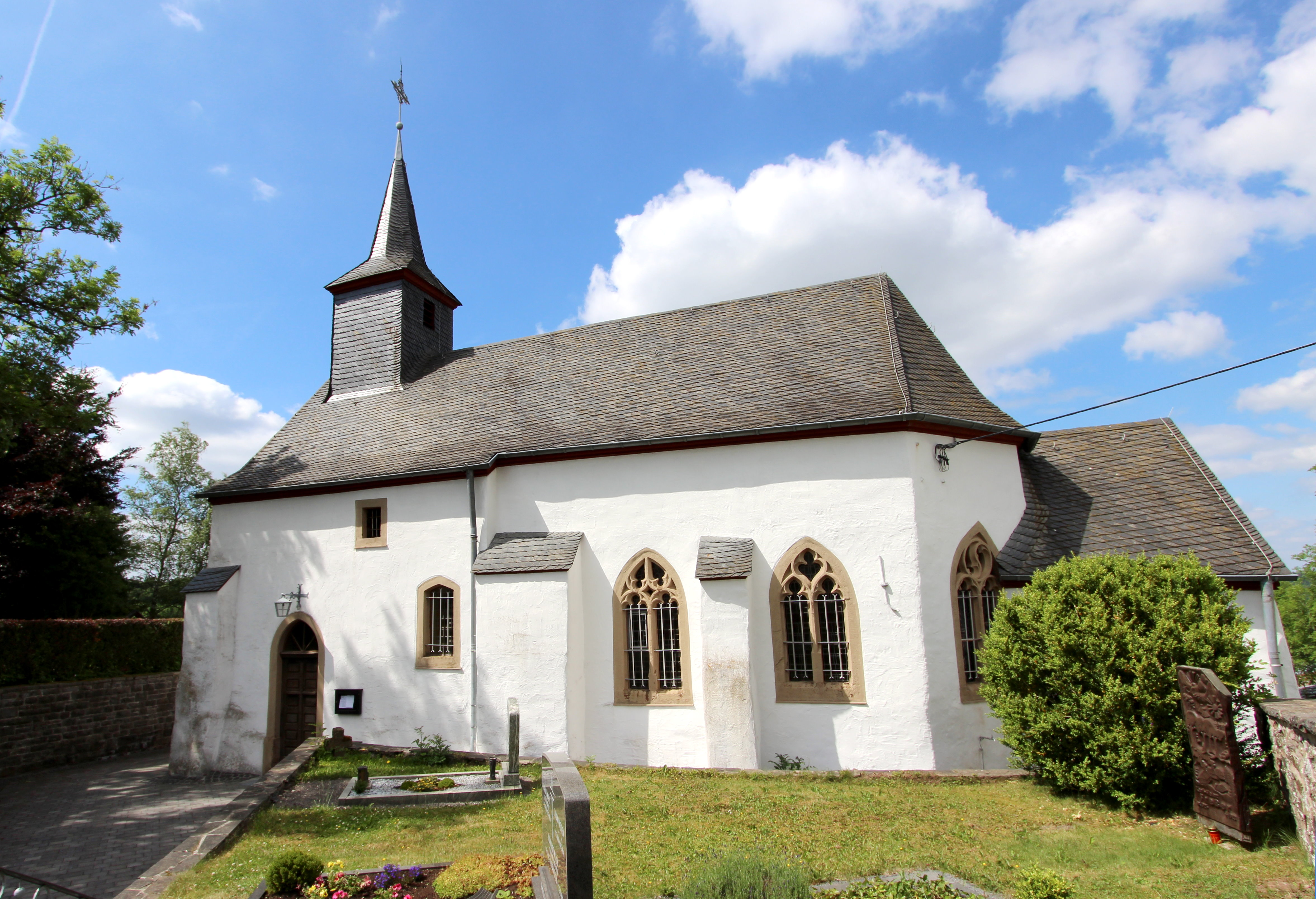
Filialkirche St. Lucia

- Katholische Filialkirche Sankt Luzia mit Friedhof aus dem 16. Jahrhundert.
- Dorfplatz und Jugendtreff mit Freizeiteinrichtungen
- Traditionelles Ratschen oder Klappern am Karfreitag und Karsamstag
- Hüttenbrennen am ersten Sonntag der Fastenzeit (sogenannter Scheef-Sonntag)[9]
- Jährliches Kirmes- bzw. Kirchweihfest meist am zweiten Wochenende im August.
- Wanderrouten in und um Kerschenbach[10]

Siehe auch: Liste der Kulturdenkmäler in Kerschenbach (Eifel)